# Abdullah bin Khalifa Al Thani
El jeque Abdullah bin Khalifa Al Thani (nacido en 1959) fue primer ministro de Catar entre 29 de octubre de 1996 y 3 de abril de 2007. Fue remplazado por Hamad bin Jassim bin Jaber Al Thani.
| Predecesor: Hamad bin Khalifa Al Thani | Primer ministro de Catar 1996-2007 | Sucesor: Hamad bin Jassim bin Jaber Al Thani |

- Datos: Q317771